# Gillenberg

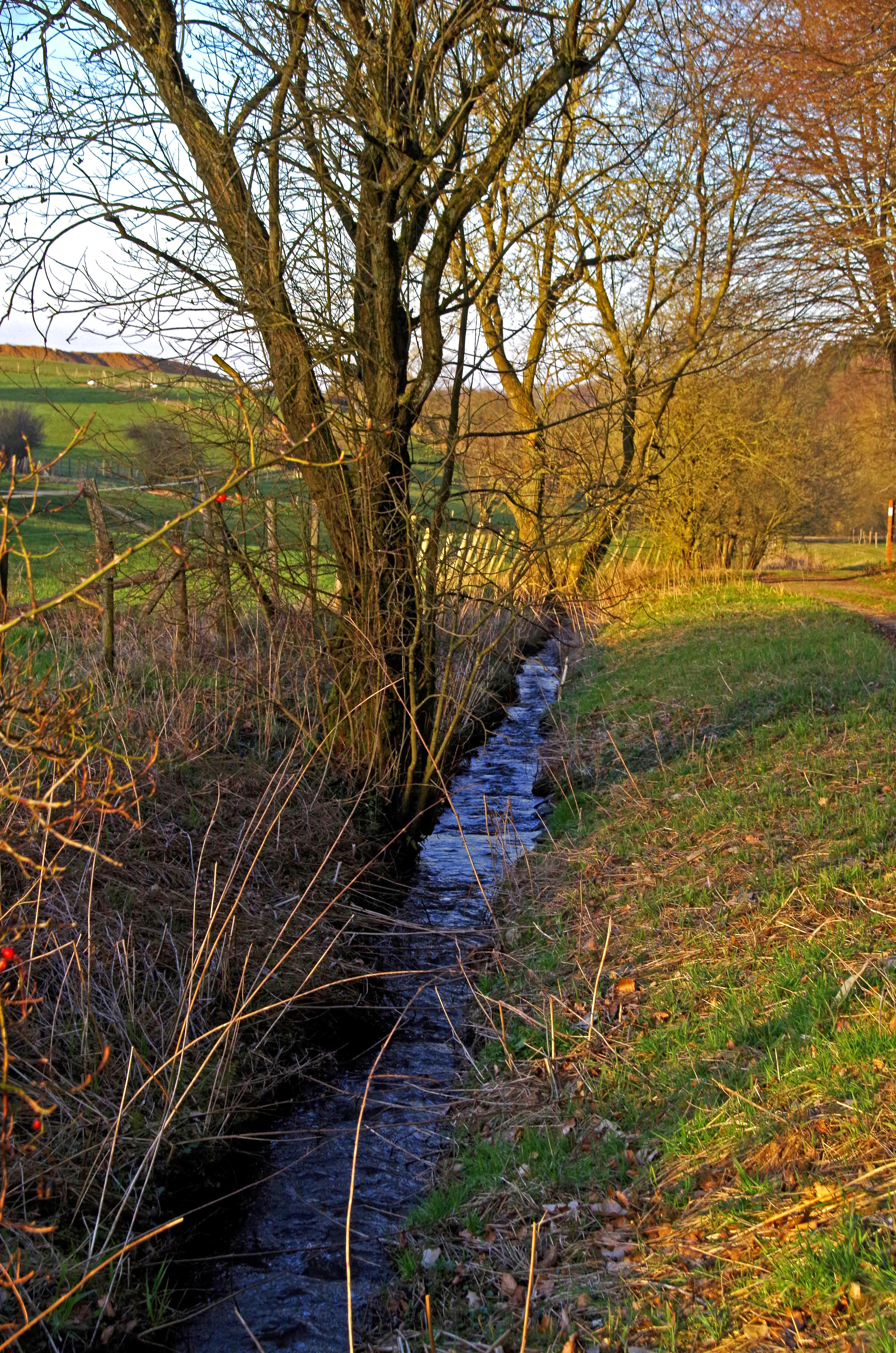
Kuttenbach, unterhalb von Gillenberg

Gillenberg ist ein Ortsteil der Gemeinde Kall im Kreis Euskirchen, Nordrhein-Westfalen. Bis 1971 gehörte der Ort zum Kreis Schleiden.
Der Ort liegt zwischen Steinfeld und Diefenbach. Am nordwestlichen Ortsrand fließt der Kuttenbach.
In Gillenberg muss es auch Bergbau in kleinerem Ausmaß gegeben haben, denn in einem Tauschgeschäft tritt Steinfeld 1702 seine Besitzungen in Gillenberg mit dem „Zehnden von dem allda ziehenden Eisenstein und dergleichen Mineralien“ an Salm-Reifferscheid ab, wie es in alten Unterlagen heißt.
Die VRS-Buslinie 886 der RVK, die als TaxiBusPlus nach Bedarf verkehrt, stellt den Personennahverkehr mit den angrenzenden Orten und Kall sicher.
| Linie | Verlauf |
| ----- | --- |
| 886   | MiKE (außer im Schülerverkehr): (Blankenheim-Wald – Milzenhäuschen –) Marmagen – Wahlen – (Diefenbach – Steinfelderheistert – Gillenberg –) Steinfeld – Urft Bf – Sötenich – Kall Bf |